# Класификация на птиците
Класификацията на птиците по-долу включва всички семейства от клас Птици (Aves).

## Класификация
Клас Птици 
- Подклас †Гущероопашати птици (Archaeornithes) Gadow, 1893
  - Разред †Archaeopterygiformes Fürbringer, 1888
    - Семейство †Archaeopterygidae Huxley, 1871

  - Разред †Confuciusornithiformes L. Hou, Z. Zhou, Y. Gu & J. Zhang, 1995
    - Семейство †Confuciusornithidae L. Hou, Z. Zhou, Y. Gu & J. Zhang, 1995
- Подклас †Saurornithes Nicholson, 1879
  - Разред †Omnivoropterygiformes Czerkas & Ji, 2002
    - Семейство †Omnivoropterygidae Czerkas & Qiang Ji, 2002

  - Разред †Liaoxiornithiformes L. Hou, Z. Zhou, J. Zhang & Y. Gu, 2002
    - Семейство †Liaoxiornithidae L. Hou, Z. Zhou, J. Zhang & Y. Gu, 2002

  - Разред †Yandangithiformes Zheng-Quan Cai & Li-Jun Zhao, 1999
    - Семейство †Yandangithidae Zheng-Quan Cai & Li-Jun Zhao, 1999
- Подклас †Зъбати птици (Odontornithes, Ichthyornithes) Marsh, 1873
  - Инфраклас †Odontoholcae Stejneger, 1885
    - Разред †Hesperornithiformes Fürbringer, 1888
      - Семейство †Baptornithidae AOU, 1910
      - Семейство †Enaliornithidae Fürbringer, 1888
      - Семейство †Hesperornithidae Marsh, 1872

  - Инфраклас †Odontotormae Marsh, 1880
    - Разред †Ichthyornithiformes Marsh, 1873
      - Семейство †Apatornithidae Fürbringer, 1888
      - Семейство †Ichthyornithidae Marsh, 1873
- Подклас Ветрилоопашати птици (Carinatae) Merrem, 1813
  - Инфраклас Съвременни птици (Neornithes) Gadow, 1893
    - Надразред Paleognathae Pycroft, 1900
      - Разред †Aepyornithiformes Newton, 1884
        - Семейство †Епиорнисови (Aepyornithidae) Bonaparte, 1853

      - Разред †Ambiortiformes Kurochkin, 1982
        - Семейство †Ambiortidae Kurochkin, 1982

      - Разред †Gansuiformes Lianhai Hou & Zhicheng Liu, 1984
        - Семейство †Gansuidae Lianhai Hou & Zhicheng Liu, 1984

      - Разред †Lithornithiformes Houde, 1988
        - Семейство †Lithornithidae Houde, 1988

      - Разред †Моа (Dinornithiformes) Bonaparte, 1853
        - Семейство †Новозеландски динорниси (Dinornithidae) Bonaparte, 1853
        - Семейство †Emeidae Bonaparte, 1854
        - Семейство †Megalapterygidae (Bunce et al., 2009)

      - Разред †Palaeocursornithiformes Kessler & Jurcsak, 1986
        - Семейство †Palaeocursornithidae Kessler & Jurcsak, 1986

      - Разред Кивиподобни (Apterygiformes) Haeckel, 1866
        - Семейство Безкрили (Apterygidae) Gray, 1840

      - Разред Казуароподобни (Casuariiformes) (Crome & Moore, 1988)
        - Семейство Казуарови (Casuariidae) Kaup, 1847
        - Семейство Dromaiidae Huxley, 1868

      - Разред Нандуподобни (Rheiformes) Forbes, 1884
        - Семейство †Opisthodactylidae Ameghino, 1895
        - Семейство Нандута (Rheidae) Bonaparte, 1849

      - Разред Щраусоподобни (Struthioniformes) Latham, 1790
        - Семейство Щраусови (Struthionidae) Vigors, 1825

      - Разред Тинамуподобни (Tinamiformes) Huxley, 1872
        - Семейство Тинамуви (Tinamidae) G. R. Gray, 1840

    - Надразред Същински птици (Neognathae) Pycroft, 1900
      - Група Accipitrimorphae Vieillot, 1816
        - Разред Cathartiformes Coues, 1884
          - Семейство †Teratornithidae L.H. Miller, 1909
          - Семейство Американски лешояди (Cathartidae) Lafresnaye, 1839

        - Разред Accipitriformes Vieillot, 1816
          - Семейство Ястребови (Accipitridae) Vieillot, 1816
          - Семейство Орли рибари (Pandionidae) Sclater & Salvin, 1873
          - Семейство Птици секретар (Sagittariidae) R. Grandori & L. Grandori, 1935

      - Група Coraciimorphae Sibley & Ahlquist, 1990
        - Разред Птици мишки (Coliiformes) Murie, 1872
          - Семейство Птици мишки (Coliidae) Swainson, 1837

        - Разред Leptosomatiformes
          - Семейство Leptosomatidae Blyth, 1838

        - Разред Трогоноподобни (Trogoniformes) AOU, 1886
          - Семейство Трогонови (Trogonidae) Lesson, 1828

        - Разред Синявицоподобни (Coraciiformes) Forbes, 1884
          - Семейство Brachypteraciidae Bonaparte, 1854
          - Семейство Синявицови (Coraciidae) Rafinesque, 1815
          - Семейство Пчелоядови (Meropidae) Rafinesque, 1815
          - Семейство Момотови (Momotidae) GR Gray, 1840
          - Семейство Тодови (Todidae) Vigors, 1825
          - Подразред Alcedines
            - Семейство Земеродни рибарчета (Alcedinidae) Rafinesque, 1815
            - Семейство Dacelonidae (Halcyonidae) Vigors, 1825
            - Семейство Cerylidae Reichenbach, 1851

        - Разред Кълвачоподобни (Piciformes) Meyer & Wolf, 1810
          - Семейство Galbulidae
          - Семейство Кълвачи Буко (Bucconidae)
          - Семейство Либиеви (Lybiidae)
          - Семейство Брадаткови (Megalaimidae)
          - Семейство Туканови (Ramphastidae)
          - Семейство Semnornithidae
          - Семейство Мустакати кълвачи (Capitonidae)
          - Семейство Кълвачови (Picidae)
          - Семейство Медопоказвачи (Indicatoridae)

        - Разред Птици носорози (Bucerotiformes) Fürbringer, 1888
          - Семейство Дървесни папуняци (Phoeniculidae) Bonaparte, 1831
          - Семейство Папунякови (Upupidae) Leach, 1820
          - Семейство Bucorvidae Bonaparte, 1854
          - Семейство Носорогови птици (Bucerotidae) Rafinesque, 1815

      - Разред Aegotheliformes Simonetta, 1967
        - Семейство Aegothelidae Bonaparte, 1853

      - Разред Гъскоподобни (Anseriformes) Wagler, 1831
        - Семейство †Dromornithidae
        - Семейство †Presbyornithidae
        - Семейство Anhimidae
        - Семейство Полуципокраки (Anseranatidae)
        - Семейство Патицови (Anatidae)

      - Разред Бързолетоподобни (Apodiformes) Peters, 1940
        - Семейство Бързолетови (Apodidae)
        - Семейство Hemiprocnidae
        - Семейство Колиброви (Trochilidae)

      - Разред Козодоеподобни (Caprimulgiformes) Ridgway, 1881
        - Семейство Козодоеви (Caprimulgidae)
        - Семейство Ушати козодои (Eurostopodidae)
        - Семейство Исполински козодои (Nyctibiidae)
        - Семейство Совови козодои (Podargidae)
        - Семейство Пещерни козодои (Steatornithidae)

      - Разред Кариамоподобни (Cariamiformes) Fürbringer, 1888
        - Семейство †Ameghinornithidae
        - Семейство †Bathornithidae
        - Семейство †Idiornithidae
        - Семейство †Phorusrhacidae
        - Семейство Кариамови (Cariamidae)

      - Разред Дъждосвирцоподобни (Charadriiformes) Huxley, 1867
        - Подразред Scolopaci
          - Семейство Бекасови (Scolopacidae)

        - Подразред Thinocori
          - Семейство Цветни бекаси (Rostratulidae)
          - Семейство Яканови (Jacanidae)
          - Семейство Thinocoridae
          - Семейство Австралийски странници (Pedionomidae)

        - Подразред Turnici
          - Семейство Трипръсткови (Turnicidae) GR Gray, 1840

        - Подразред Lari
          - Семейство Кайрови (Alcidae) Leach, 1820
          - Семейство Ракоядни дъждосвирци (Dromadidae)
          - Семейство Огърличникови (Glareolidae)
          - Семейство Чайкови (Laridae)
          - Семейство Rhynchopidae
          - Семейство Морелетникови (Stercorariidae)
          - Семейство Рибаркови (Sternidae)

        - Подразред Chionidi
          - Семейство Туриликови (Burhinidae)
          - Семейство Chionididae
          - Семейство Pluvianellidae

        - Подразред Charadrii
          - Семейство Дъждосвирцови (Charadriidae)
          - Семейство Стридоядови (Haematopodidae)
          - Семейство Сърпоклюнови (Ibidorhynchidae)
          - Семейство Саблеклюнови (Recurvirostridae)

      - Разред Щъркелоподобни (Ciconiiformes) Bonaparte, 1854
        - Семейство Щъркелови (Ciconiidae)

      - Разред Гълъбоподобни (Columbiformes) Latham, 1790
        - Семейство †Raphidae
        - Семейство Гълъбови (Columbidae) Leach, 1820

      - Разред Кукувицоподобни (Cuculiformes) Wagler, 1830
        - Семейство Кукувицови (Cuculidae) Vigors, 1825

      - Разред Соколоподобни (Falconiformes) Sharpe, 1874
        - Семейство Соколови (Falconidae) Vigors, 1824

      - Разред Кокошоподобни (Galliformes) Temminck, 1820
        - Семейство †Paraortygidae Mourer-Chauviré, 1992
        - Семейство †Quercymegapodiidae Mourer-Chauviré, 1992
        - Семейство †Sylviornithidae Mourer-Chauviré & Balouet, 2005
        - Семейство Големокраки кокошки (Megapodiidae) Lesson, 1831
        - Семейство Краксови (Cracidae) Vigors, 1825
        - Надсемейство Phasianoidea Vigors, 1825
          - Семейство †Gallinuloididae Lucas, 1900
          - Семейство Odontophoridae (Gould, 1844)
          - Семейство Токачкови (Numididae) Sélys Longchamps, 1842
          - Семейство Фазанови (Phasianidae) Horsfield, 1821

      - Разред Гмуркачоподобни (Gaviiformes) Wetmore & Miller, 1926
        - Семейство Гмуркачови (Gaviidae) Allen, 1897

      - Разред Жеравоподобни (Gruiformes) Bonaparte, 1854
        - Семейство Дроплови (Otididae)
        - Подразред Grui
          - Семейство †Eogruidae
          - Семейство †Ergilornithidae
          - Семейство Жеравови (Gruidae) Vigors, 1825
          - Семейство Арамови (Aramidae)
          - Семейство Птици тръбачи (Psophiidae)

        - Подразред Ralli
          - Семейство †Aptornithidae
          - Семейство Дърдавцови (Rallidae)
          - Семейство Heliornithidae

      - Разред Mesitornithiformes
        - Семейство Mesitornithidae Wetmore, 1960

      - Разред Eurypygiformes
        - Семейство Кагу (Rhynochetidae)
        - Семейство Слънчеви чапли (Eurypygidae)

      - Разред Туракоподобни (Musophagiformes) Seebohm, 1890
        - Семейство Туракови (Musophagidae) Lesson, 1828

      - Разред Хоациноподобни (Opisthocomiformes)
        - Семейство Хоацинови (Opisthocomidae) Swainson, 1837

      - Разред Врабчоподобни (Passeriformes) Linnaeus, 1758
        - Семейство Hyliotidae
        - Подразред Acanthisitti
          - Семейство Новозеландски орехчета (Acanthisittidae)

        - Подразред Тирановидни (Tyranni)
          - Семейство Гъсеницоядови (Conopophagidae)
          - Семейство Котингови (Cotingidae)
          - Семейство Ширококлюнови (Eurylaimidae)
          - Семейство Птици мравояди (Formicariidae)
          - Семейство Пещаркови (Furnariidae)
          - Семейство Grallariidae
          - Семейство Филепитови (Philepittidae)
          - Семейство Манакинови (Pipridae) Rafinesque, 1815
          - Семейство Питови (Pittidae)
          - Семейство Тапаколови (Rhinocryptidae)
          - Семейство Sapayoidae
          - Семейство Сврачкови мравколовки (Thamnophilidae)
          - Семейство Tityridae
          - Семейство Тиранови (Tyrannidae)

        - Подразред Пойни птици (Passeri, Oscines)
          - Семейство Chaetopidae
          - Семейство Chloropseidae
          - Семейство Малайски дърдавцови тимелии (Eupetidae)
          - Семейство Notiomystidae
          - Семейство Плешиви свраки (Picathartidae)
          - Инфраразред Вранововидни (Corvida)
            - Семейство Атрихорнисови (Atrichornithidae)
            - Семейство Cinclosomatidae
            - Семейство Австралийски дърволазки (Climacteridae)
            - Семейство Иренови (Irenidae)
            - Семейство Лироопашати (Menuridae)
            - Семейство Orthonychidae
            - Семейство Мухоловки петроики (Petroicidae)
            - Семейство Австралийски тимелии (Pomatostomidae)
            - Семейство Беседкови (Ptilonorhynchidae)
            - Надсемейство Corvoidea
              - Семейство Aegithinidae
              - Семейство Горски лястовици (Artamidae)
              - Семейство Новозеландски скорци (Callaeidae)
              - Семейство Личинкоядови (Campephagidae)
              - Семейство Cnemophilidae
              - Семейство Corcoracidae
              - Семейство Вранови (Corvidae)
              - Семейство Dicruridae
              - Семейство Сврачкови (Laniidae)
              - Семейство Malaconotidae
              - Семейство Melanocharitidae
              - Семейство Monarchidae
              - Семейство Neosittidae
              - Семейство Авлигови (Oriolidae)
              - Семейство Pachycephalidae
              - Семейство Райски птици (Paradisaeidae)
              - Семейство Paramythiidae
              - Семейство Prionopidae
              - Семейство Pityriaseidae
              - Семейство Platysteiridae
              - Семейство Ветрилоопашкови (Rhipiduridae)
              - Семейство Вангови (Vangidae)
              - Семейство Виреонови (Vireonidae)

            - Надсемейство Meliphagoidea
              - Семейство Acanthizidae
              - Семейство Dasyornithidae
              - Семейство Малурови (Maluridae)
              - Семейство Медоядови (Meliphagidae)
              - Семейство Пардалоти (Pardalotidae)

          - Инфраразред Врабчововидни (Passerida)
            - Семейство Копринаркови (Bombycillidae)
            - Семейство Дърволазкови (Certhiidae)
            - Семейство Цветоядови (Dicaeidae)
            - Семейство Палмови ливадарчета (Dulidae)
            - Семейство Хипоколиуси (Hypocoliidae)
            - Семейство Нектарникови (Nectariniidae)
            - Семейство Комароловкови (Polioptilidae)
            - Семейство Promeropidae
            - Семейство Ptiliogonatidae (Ptilogonatidae)
            - Семейство Кралчеви (Regulidae)
            - Семейство Зидаркови (Sittidae)
            - Семейство Скалолазкови (Tichodromadidae)
            - Семейство Орехчеви (Troglodytidae)
            - Надсемейство Sylvioidea
              - Семейство Шаварчеви (Acrocephalidae)
              - Семейство Дългоопашати синигери (Aegithalidae)
              - Семейство Чучулигови (Alaudidae)
              - Семейство Bernieridae
              - Семейство Cettiidae
              - Семейство Пъстроопашати шаварчета (Cisticolidae)
              - Семейство Donacobiidae
              - Семейство Лястовицови (Hirundinidae)
              - Семейство Locustellidae (Megaluridae)
              - Семейство Macrosphenidae
              - Семейство Nicatoridae
              - Семейство Мустакати тръстикарчета (Panuridae)
              - Семейство Синигерови (Paridae)
              - Семейство Pellorneidae
              - Семейство Phylloscopidae
              - Семейство Pnoepygidae
              - Семейство Бюлбюлови (Pycnonotidae)
              - Семейство Торбогнездни синигери (Remizidae)
              - Семейство Scotocercidae
              - Семейство Stenostiridae
              - Семейство Коприварчеви (Sylviidae)
              - Семейство Мустакати синигери (Timaliidae)
              - Семейство Белоочкови (Zosteropidae)

            - Надсемейство Muscicapoidea
              - Семейство Волски птици (Buphagidae)
              - Семейство Водни косове (Cinclidae)
              - Семейство Присмехулникови (Mimidae)
              - Семейство Мухоловкови (Muscicapidae)
              - Семейство Rhabdornithidae
              - Семейство Скорецови (Sturnidae)
              - Семейство Дроздови (Turdidae)

            - Надсемейство Passeroidea
              - Семейство Calcariidae
              - Семейство Кардиналови (Cardinalidae)
              - Семейство Овесаркови (Emberizidae)
              - Семейство Астрилдови (Estrildidae)
              - Семейство Чинкови (Fringillidae)
              - Семейство Трупиалови (Icteridae)
              - Семейство Melanopareiidae
              - Семейство Стърчиопашкови (Motacillidae) Thomas Horsfield, 1821
              - Семейство Певачови (Parulidae)
              - Семейство Врабчови (Passeridae)
              - Семейство Peucedramidae
              - Семейство Тъкачови (Ploceidae)
              - Семейство Завирушкови (Prunellidae)
              - Семейство Тангарови (Thraupidae)
              - Семейство Urocynchramidae
              - Семейство Вдовицови (Viduidae)

      - Разред Пеликаноподобни (Pelecaniformes) Sharpe, 1891
        - Семейство †Plotopteridae
        - Семейство †Prophaethontidae
        - Семейство Китоглави чапли (Balaenicipitidae)
        - Семейство Чаплови (Ardeidae)
        - Семейство Пеликанови (Pelecanidae)
        - Семейство Чукоглави чапли (Scopidae)
        - Семейство Ибисови (Threskiornithidae)

      - Разред Фаетоноподобни (Phaethontiformes)
        - Семейство Фаетонови (Phaethontidae) Brandt, 1840

      - Разред Фламингоподобни (Phoenicopteriformes) Fürbringer, 1888
        - Семейство †Palaelodidae Stejneger, 1885
        - Семейство Фламингови (Phoenicopteridae) Bonaparte, 1833

      - Разред Гмурецоподобни (Podicipediformes) Fürbringer, 1888
        - Семейство Гмурецови (Podicipedidae) Bonaparte, 1831

      - Разред Буревестникоподобни (Procellariiformes) Fürbringer, 1888
        - Семейство Албатросови (Diomedeidae) G.R. Gray, 1840
        - Семейство Вълнолюбкови (Hydrobatidae) Mathews, 1912
        - Семейство Pelecanoididae G.R. Gray, 1871
        - Семейство Буревестникови (Procellariidae) Leach, 1820

      - Разред Папагалоподобни (Psittaciformes) Wagler, 1830
        - Надсемейство Новозеландски папагали (Strigopoidea) Bonaparte, 1849
          - Семейство Несторови папагали (Nestoridae)
          - Семейство Новозеландски папагали (Strigopidae) Bonaparte, 1849

        - Надсемейство Какадута (Cacatuoidea)
          - Семейство Какадута (Cacatuidae) G.R. Gray 1840

        - Надсемейство Същински папагали (Psittacoidea) Illiger, 1811
          - Семейство Папагалови (Psittacidae) Rafinesque, 1815
          - Семейство Psittrichasiidae Boetticher, 1959
          - Семейство Psittaculidae

      - Разред Пустинаркоподобни (Pteroclidiformes) Boucard, 1876
        - Семейство Пустинаркови (Pteroclididae) Bonaparte, 1831

      - Разред Пингвиноподобни (Sphenisciformes) Sharpe, 1891
        - Семейство Пингвинови (Spheniscidae) Bonaparte, 1831

      - Разред Совоподобни (Strigiformes) Wagler, 1830
        - Семейство †Heterostrigidae
        - Семейство Совови (Strigidae) Vigors, 1825
        - Семейство Забулени сови (Tytonidae) Ridgway, 1914

      - Разред Рибоядоподобни (Suliformes) Reichenbach, 1849
        - Семейство Корморанови (Phalacrocoracidae)
        - Семейство Фрегатови (Fregatidae)
        - Семейство Рибоядови (Sulidae)
        - Семейство Змиешийки (Anhingidae)